# Júnior Fernándes
Antenor Júnior Fernándes da Silva Vitoria (Tocopilla, 4 oktober 1988) is een Chileens-Braziliaans voetballer die doorgaans speelt als linksbuiten. In juli 2025 verruilde hij Esenler Erokspor voor Ankara Keçiörengücü. Fernándes maakte in 2011 zijn debuut in het Chileens voetbalelftal.

## Clubcarrière
Fernándes werd geboren als zoon van Braziliaanse ouders, maar groeide op in Chili. In de jeugd speelde de aanvaller voor CD Cobreloa. Bij die club brak hij vervolgens ook door, toen hij tijdens een verhuurperiode bij Municipal Mejillones overtuigend gespeeld had. In de eerste maanden van 2010 verkaste de buitenspeler naar Deportes Magallanes, waarvoor hij ook flink op schot was.
Via CD Palestino kwam Fernándes in 2012 bij Universidad de Chile terecht. Bij de nationale topclub was hij ook goed voor veel doelpunten, met negen treffers in zeventien gespeelde wedstrijden. Het was dan ook niet erg verwonderlijk dat een buitenlandse club hem overnam, want op 6 juli 2012 was het Bayer Leverkusen dat de rechtsbuiten naar Duitsland haalde. Daar speelde Fernándes echter vooral in het begin van het seizoen en verder dan zes optredens kwam hij niet in zijn eerste jaargang.
Mede daardoor werd ook besloten om de Chileen voor één seizoen te verhuren aan de Kroatische voetbalclub Dinamo Zagreb. GNK Dinamo Zagreb besloot aan het einde van de huurperiode om Fernándes definitief af te kopen van Leverkusen. De Chileen, die achttien goals in vijfenveertig wedstrijden scoorde in zijn eerste seizoen, tekende een contract voor vier jaar. In de overwinning op Arsenal in de groepsfase van de Champions League in september 2015, scoorde de Chileense aanvaller de tweede goal van de wedstrijd. Uiteindelijk won Dinamo met 2–1 van Arsenal.
In de winterstop van het seizoen 2016/17 werd Fernándes voor een halfjaar gehuurd door Alanyaspor. Aan het einde van het seizoen nam de Turkse club hem definitief over. Na periodes bij Al-Ittihad en Istanbul Başakşehir keerde Fernándes in september 2021 terug bij Universidad Chile. Fernandes tekende in januari 2023 voor Manisa. Het seizoen erop bleef hij in Turkije spelen, want hij tekende voor een jaar bij Adanaspor. Een jaar later nam Esenler Erokspor hem transfervrij over. In 2025 ging Fernándes voor Ankara Keçiörengücü spelen.

## Interlandcarrière
Eind december werd Fernándes voor het eerst opgeroepen voor het Chileens voetbalelftal door de toenmalig bondscoach Claudio Borghi. Hij maakte zijn debuut op 22 december 2011 in La Serena in een vriendschappelijke interland tegen Paraguay. Hij startte in de basis en speelde 86 minuten, waardoor hij betrokken was bij de drie Chileense doelpunten (eindstand 3–2). In 2013 kwalificeerde hij zich met Chili voor het Wereldkampioenschap voetbal 2014, waar hij het zou moeten opnemen tegen onder meer het Nederlands voetbalelftal. Op 16 april liep hij echter in een competitieduel met RNK Split een blessure op – hij brak zijn been – met als gevolg dat deelname aan het toernooi voor hem uitgesloten is.
| Interlands van Junior Fernándes voor Chili | Interlands van Junior Fernándes voor Chili | Interlands van Junior Fernándes voor Chili | Interlands van Junior Fernándes voor Chili | Interlands van Junior Fernándes voor Chili | Interlands van Junior Fernándes voor Chili | Interlands van Junior Fernándes voor Chili |
| №                                          | Datum                                      | Wedstrijd                                  | Uitslag                                    | Competitie                                 | Goals                                      |                                            |
| Als speler bij CD Palestino                | Als speler bij CD Palestino                | Als speler bij CD Palestino                | Als speler bij CD Palestino                | Als speler bij CD Palestino                | Als speler bij CD Palestino                | Als speler bij CD Palestino                |
| ------------------------------------------ | ------------------------------------------ | ------------------------------------------ | ------------------------------------------ | ------------------------------------------ | ------------------------------------------ | ------------------------------------------ |
| 1                                          | 22 december 2011                           | Chili – Paraguay                           | 3 – 2                                      | Vriendschappelijk                          |                                            |                                            |
| Als speler bij Universidad de Chile        |                                            |                                            |                                            |                                            |                                            |                                            |
| 2                                          | 1 maart 2012                               | Chili – Ghana                              | 1 – 1                                      | Vriendschappelijk                          |                                            |                                            |
| 3                                          | 22 maart 2012                              | Chili – Peru                               | 3 – 1                                      | Vriendschappelijk                          |                                            |                                            |
| 4                                          | 12 april 2012                              | Peru – Chili                               | 0 – 3                                      | Vriendschappelijk                          |                                            |                                            |
| Als speler bij Bayer Leverkusen            |                                            |                                            |                                            |                                            |                                            |                                            |
| 5                                          | 11 september 2012                          | Chili – Colombia                           | 1 – 3                                      | WK 2014 kwalificatie                       |                                            |                                            |
| 6                                          | 12 oktober 2012                            | Ecuador – Chili                            | 3 – 1                                      | WK 2014 kwalificatie                       |                                            |                                            |
| 7                                          | 23 maart 2013                              | Peru – Chili                               | 1 – 0                                      | WK 2014 kwalificatie                       |                                            |                                            |
| Als speler bij Dinamo Zagreb               |                                            |                                            |                                            |                                            |                                            |                                            |
| 8                                          | 14 augustus 2013                           | Chili – Irak                               | 6 – 0                                      | Vriendschappelijk                          |                                            |                                            |
| 9                                          | 10 september 2013                          | Spanje – Chili                             | 2 – 2                                      | Vriendschappelijk                          |                                            |                                            |
| 10                                         | 5 september 2015                           | Chili – Paraguay                           | 3 – 2                                      | Vriendschappelijk                          |                                            |                                            |
| 11                                         | 15 januari 2017                            | IJsland – Chili                            | 0 – 1                                      | Vriendschappelijk                          |                                            |                                            |
| Als speler bij Alanyaspor                  |                                            |                                            |                                            |                                            |                                            |                                            |
| 12                                         | 4 juni 2018                                | Servië – Chili                             | 0 – 1                                      | Vriendschappelijk                          |                                            |                                            |
| 13                                         | 8 juni 2018                                | Polen – Chili                              | 2 – 2                                      | Vriendschappelijk                          |                                            |                                            |
| 14                                         | 12 oktober 2018                            | Peru – Chili                               | 3 – 0                                      | Vriendschappelijk                          |                                            |                                            |
| 15                                         | 16 oktober 2018                            | Mexico – Chili                             | 0 – 1                                      | Vriendschappelijk                          |                                            |                                            |
| 16                                         | 16 november 2018                           | Chili – Costa Rica                         | 2 – 3                                      | Vriendschappelijk                          |                                            |                                            |
| 17                                         | 17 juni 2019                               | Japan – Chili                              | 0 – 4                                      | Copa América 2019                          |                                            |                                            |
| 18                                         | 24 juni 2019                               | Chili – Uruguay                            | 0 – 1                                      | Copa América 2019                          |                                            |                                            |
| 19                                         | 6 juli 2019                                | Argentinië – Chili                         | 2 – 1                                      | Copa América 2019                          |                                            |                                            |

Bijgewerkt op 22 juli 2025.

## Erelijst
| 1. HNL                 | 3 | 2013/14, 2014/15, 2015/16 |
| Hrvatski nogometni kup | 2 | 2014/15, 2015/16          |